# Храм Рождества Пресвятой Богородицы (Шапкино)
Храм Рождества Пресвятой Богородицы — приходской храм Савинского благочиния Шуйской епархии Русской православной церкви в селе Шапкино Савинского района Ивановской области. Приход храма состоит из населённых пунктов, ныне относимых к Горячевскому сельскому поселению.
Архитектурный ансамбль храма Рождества Богородицы является памятником градостроительства и архитектуры регионального значения (Решение Ивановского облисполкома № 322 от 22 октября 1986 года).

## История

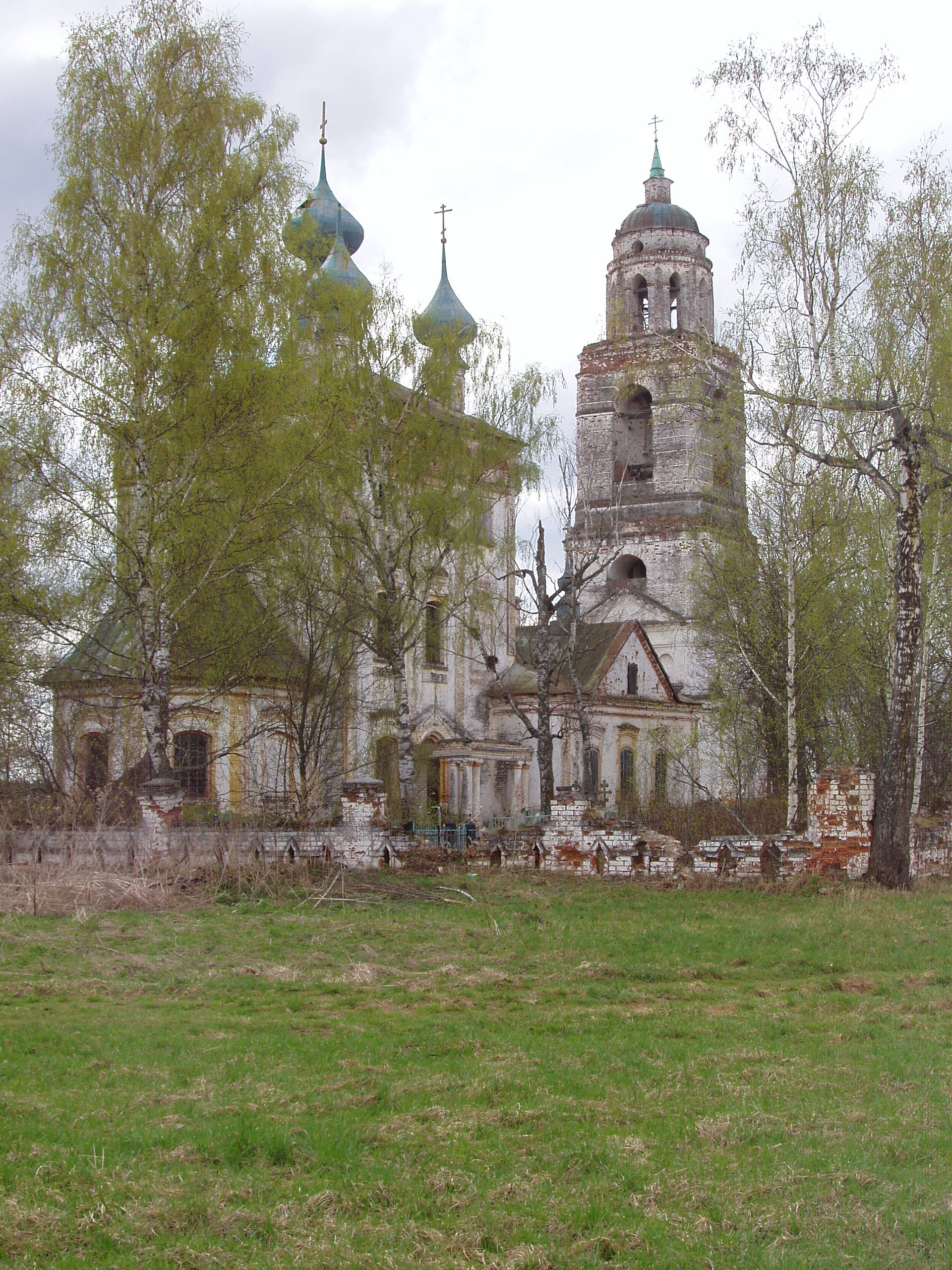

В XVII столетии в селе была деревянная церковь Святителя и Чудотворца Николая, и в запродажной грамоте 1646 года княгини Анны Мезецкой Троице-Сергиеву монастырю она описана так: «церковь во имя великого чюдотворца Николы древяна клецки ветха, а в церкви деисусы складные да поместных образов: образ Пречистыя Богородицы одигитрии окладной, да образ Великаго Чюдотворца Николы окладной, образы местные, и книги, и ризы, и сосуды церковные и на колокольнице четыре колокола строения отца моего Аннина, а детей моих деда князь Ивана Ерьевича Мезецкаго и того церковнаго строения мне Анне с детьми две доли, а в церкви во дворе поп Елисей Петров».
В начале XVIII столетия, кроме Николаевской церкви, в селе существовала ещё другая, также деревянная, церковь в честь Рождества Пресвятой Богородицы, как это было видно из надписи на хранившейся в церкви старинной Постной Триоди печати 1684 года: «книга сия Живоначальныя Троицы Сергиева монастыря положена в церковь преподобного отца нашего Михаила Малеина в лето осьмыя тысячи 194 года, а по властину указу дана книга сия того же монастыря вотчины села Васильевскаго в церковь Пресвятыя Богородицы честнаго и славнаго ея Рождества, а подписал книгу сию книго-хранитель старец Иоасаф суждалец 1713 года месяца марта 13 дня». Вероятно, Богородице-Рождественская церковь в это время в первый раз была построена, так как в более древних письменных документах она не значится.
Обе церкви — Николаевская и Богородице-Рождественская, «зданием деревянные с таковою же колокольнею», существовали в селе до самого конца XVIII столетия.
В 1799 году деревянные церкви оказались ветхими, и прихожане по благословенно епископа Виктора (Онисимова) приступили к сооружению ныне существующей каменной церкви; церковь строением окончена и освящена в 1804 году. В 1825 году при церкви «тщанием крестьянина Ефима Сазонова (1792—1857 годов)» устроена каменная колокольня. В 1870 году усердием церковного старосты крестьянина Михаила Фомина и старшины Василия Рябчикова вокруг храма была возведена кирпичная ограда с тремя воротами и угловыми башенками.
В 1818 году диакон Егор Флёров открыл при храме приходское училище, в котором занимались семеро учеников.
В конце XIX века при церкви было земли пахотной 30 десятин 444 кв. сажени, усадебной одна десятина 1,726 кв. сажени и сенокосной 3 десятины 1,104 кв. сажени; кроме того, в пользу церкви имелись четыре пожни (дополнительные места покоса в заливных лугах): «Дурачиха, Игнатьева, Остров у красной балахтины и Самуйлова за круглым бором». Причта при церкви по штату было положено: два священника, диакон и два псаломщика. На содержание причт получал 48 рублей процентов с церковного капитала. и 1050 рублей за требоисправления, а всего в год до 1100 рублей. Причт имел собственные дома на церковной земле. Приход храма состоял из села Шапкино и деревень Набережной, Максимова, Ермакова, Исакова, Бреховской, Горячева, Кабанихи, Боброва, Ильинской, Большого и Малого Мокрушина, Сергеева и Пельхова: всех дворов в приходе было 381, душ мужеского пола 1239 и женского — 1400. С 1886 года в селе действовала церковно-приходская школа в собственном помещении.
С 1888 по 1890 год священником храма Рождества Богородицы служил Стефан Преображенский. В 1937 году 77-летний отец Стефан по обвинению в «антисоветской агитации» был приговорён к десяти годам заключения в концлагере, где от тягот принял мученическую кончину.
В 1928—1929 годах священником храма Рождества Богородицы служил Зосима Пепенин, расстрелянный 2 ноября 1937 года за «антисоветскую монархическую агитацию».
В 2000 году Стефан Преображенский и Зосима Пепенин причислены к лику святых новомучеников и исповедников Российских для общецерковного почитания деянием Юбилейного Архиерейского собора Русской православной церкви.
В 1913 году в храме Рождества Богородицы Божественную литургию служил Макарий (Невский), последний митрополит Московский и Коломенский (номинально предстоятель Православной российской церкви) синодального периода (1912—1917), родившийся в Шапкине в семье причетника этого храма и крещёный в этом храме. Прославлен в лике святых Русской православной церкви в 2000 году. В церковной ограде захоронены его дед и бабка по матери Николай и Агриппина Ивановы.
Престолов в церкви три: холодный — в честь Рождества Пресвятая Богородицы — и два придельных тёплых — во имя Святителя и Чудотворца Николая и в честь Тихвинской иконы Божией Матери.

## Внутреннее убранство
Клеевая роспись выполнена во 2-й четверти XIX века. Нижние композиции северной и южной стен четверика и вся роспись трапезной грубо поновлялись в 1974 году. Сцены нижнего яруса западной стены сильно повреждены. На своде изображена «Новозаветная Троица», в простенках верхних окон боковых стен — сюжеты ветхозаветной книги «Исход», в простенках средних окон — евангельские сюжеты. В центре западной стены — «Успение Богородицы» и «Страшный суд». Свод алтаря занят композицией «Да молчит всякая плоть человеческая».
Главный иконостас — произведение начала XIX века в стиле классицизма. Иконы начала XIX века — начала XX века ныне почти полностью утрачены. Утрачены многие детали резьбы. Высокое трёхъярусное сооружение с заворотами на боковые стены имеет выступы по осям боковых врат в первом ярусе и центральный выступ во втором; все они завершены фронтонами. Средняя выступающая часть третьего яруса повышена и прорезана аркой с резной драпировкой. Завершают композицию иконостаса скульптурное «Распятие с предстоящими» и резные вазоны по сторонам. Междуярусные и венчающий крепованные антаблементы поддерживаются колонками с коринфскими капителями. Представляют интерес клиросы с резными балдахинами и драпировками.
Два придельных одноярусных иконостаса в трапезной созданы в 1-й половине XIX века. Иконы утрачены. Утрачены также многие детали резьбы. Царские врата (в виде экседры) и фризы украшены крупной резьбой растительного характера.
Пол в храме выложен металлическими плитами с орнаментом и датой «1808 г.».

## Святыни
Храм в советское время неоднократно подвергался грабежу, в результате в храме не осталось особо чтимых икон и старинной утвари, используемой в богослужебных целях.
Из старинных книг, кроме вышеуказанной Постной Триоди 1684 года, в церкви имелся ещё Служебник, печатанный в Киево-Печерской лавре в 1653 году.

## Архитектура
Храм состоит из основного трёхсветного объёма, выдержанного в традиционном для архитектуры русских церквей конца XIX — начала XIX века стиле классицизма и увенчанного симметричным пятиглавием, а также четырёхъярусной колокольни, связанной притвором с объёмом трапезной, где находятся два придела. В фасадном декоре и форме алтаря усматриваются элементы стиля барокко, а в кокошниках и характерных перехватах у основания глав — элементы московского зодчества XVII века.
Портик у северного входа в храм увенчан фронтоном на ионических колоннах.
Храмовая территория окружена каменной оградой, внутри которой расположено кладбище. На кладбище поставлены два поклонных столба (2-я половина XIX века). Неподалёку от церкви сохранились несколько белокаменных и гранитных надгробий XIX — начала XX века. Ограда кладбища, устроенная из красного кирпича, состоит из прясел, разделённых квадратными в плане столбами. В пряслах устроены сквозные проёмы с треугольным верхом. Эти проёмы обведены сильно выступающими рамками. Ограда включает также башенки на углах, парадные западные ворота, северный и южный входы на кладбище. В северо-западном углу расположена часовня с луковичной главкой.
| |  |  |
| Слева направо: западные ворота кладбищенской ограды; ограда; часовня в северо-западном углу ограды |  |  |